# Lovret
Lovret je gradska četvrt u Splitu, a ujedno i jedan od kotareva grada Splita. Kao i kod mnogih drugih kotareva u Splitu, granice kotara se ne podudaraju s granicama četvrti. 
Gradski kotar je omeđen sa sjevera: morskom obalom od istočne ograde brodogradilišta "Brodosplit" do istočne ograde vojne luke "Lore";
s istoka: Ulicom Domovinskog rata od njenog spajanja s Putem Stinica do ograde "Brodosplita" te dalje do mora; s juga: Gundulićevom ulicom od križanja sa Zrinsko-Frankopanskom ulicom do spajanja s Ulicom Domovinskog rata; sa zapada Zrinsko-Frankopanskom ulicom do vojne luke "Lora" te dalje ogradom koju dijele "Lora" i "Brodosplit" do mora.
Na području ovog gradskog kotara smjestila se Osnovna škola „Skalice“ koja je svoja vrata učenicima otvorila još davne 1970. godine kada su u školu došli učenici s cijelog područja tadašnje mjesne zajednice Lovret.
Unutar ovog gradskog kotara smještene su gradske četvrti "Lovret", "Skalice" i "Brodarica", a tu je smješteno i brodogradilište "Brodosplit". Gradnjom centra "Jokera" i otvaranjem većeg broja trgovina na tom prostoru ovaj kotar je dobio i predznak trgovački.

## Vanjske poveznice
- Gradski kotar Lovret na službenoj stranici grada Splita
- Gradski kotar Lovret na Facebooku